# 小行星12895
小行星12895（12895 Balbastre）是一颗绕太阳运转的小行星，为主小行星带小行星。该小行星于1998年8月26日发现。

## 轨道参数
小行星12895的轨道半长轴为2.2382958 UA，离心率为0.104。